# 罗肇鸿
罗肇鸿（1936年—），曾用名罗兆鸿，男，汉族，广东大埔人，中国世界经济学家，曾任中国社会科学院世界经济与政治研究所研究员、博士生导师。